# Ivan Vesenjak
Ivan Vesenjak, slovenski srednješolski profesor in politik, * 22. december 1880, Moškanjci, † 8. maj 1938, Maribor.
Po gimnaziji je študiral geografijo in zgodovino na Dunaju in v Gradcu 1902–1906. V letih 1908–1919 je poučeval na državnem učiteljišču v Ljubljani, potem do 1923 v Mariboru. Leta 1918 je bil član Narodnega sveta za Spodnjo Štajersko v Mariboru, v letih 1923, 1925 in 1927 je bil na listi SLS izvoljen za narodnega poslanca za ptujski okraj, vmes je bil 1924 tri mesece minister za agrarno reformo, v času kraljeve diktature pa član vrhovnega zakonodajnega sveta. 20. septembra 1925 je bil izvoljen v izvršilni odbor SLS za mariborsko volilno okrožje. Leta 1931 je bil upokojen, 1936 pa izvoljen za župana občine Košaki pri Mariboru. Od 1936 je bil banski svetnik in predsednik kmetijskega odbora Maribor (levi breg), 1938 pa tudi urednik lista Naše gorice. Med drugim je tudi pisal politične in gospodarske članke (npr. v Slovenskega gospodarja). 